# Jeff Bandura
Jeff Joseph Mitchell Bandura (* 4. února 1957, White Rock) je bývalý obránce NHL. V sezóně 1980–81 hrál dva zápasy za tým New York Rangers.